# الفيلق الجوي الكرواتي

شارة الفيلق الجوي الكرواتي (1941 – 1944)

الفيلق الجوي الكرواتي (بالكرواتية: Hrvatska Zrakoplovna Legija)‏، أو HZL، المعروف أيضا باسم الفيلق الكرواتي، كان وحدة من المتطوعين الأجانب في لوفتفافه جمعها من المتطوعين استخلاصها من دولة كرواتيا المستقلة التي حاربت على الجبهة الشرقية بين 1941 – 1943 في الحرب العالمية الثانية. ثم استوعبت من قبل القوات الجوية لدولة كرواتيا المستقلة.
تم إرسال الوحدة إلى ألمانيا للتدريب في 15 يوليو 1941 قبل التوجه إلى الجبهة الشرقية. سبق للعديد من الطيارين والطواقم أن خدموا في القوات الجوية الملكية اليوغسلافية خلال غزو يوغوسلافيا في أبريل 1941. كان لدى بعضهم أيضًا خبرة في النوعين الرئيسيين اللذين سيقودما، مسرشميت بي اف 109 و دورنير دو 17، مع طيارين مقاتلين أسقطوا بالفعل طائرات لوفتفافه.
وكان قائد الفيلق إيفان مارك. خلال العمليات على الجبهة الشرقية، سجل مقاتلو الوحدة ما مجموعه 283 قتيلاً بينما شارك قاذفاتها في 1332 مهمة قتالية.

## التنظيم

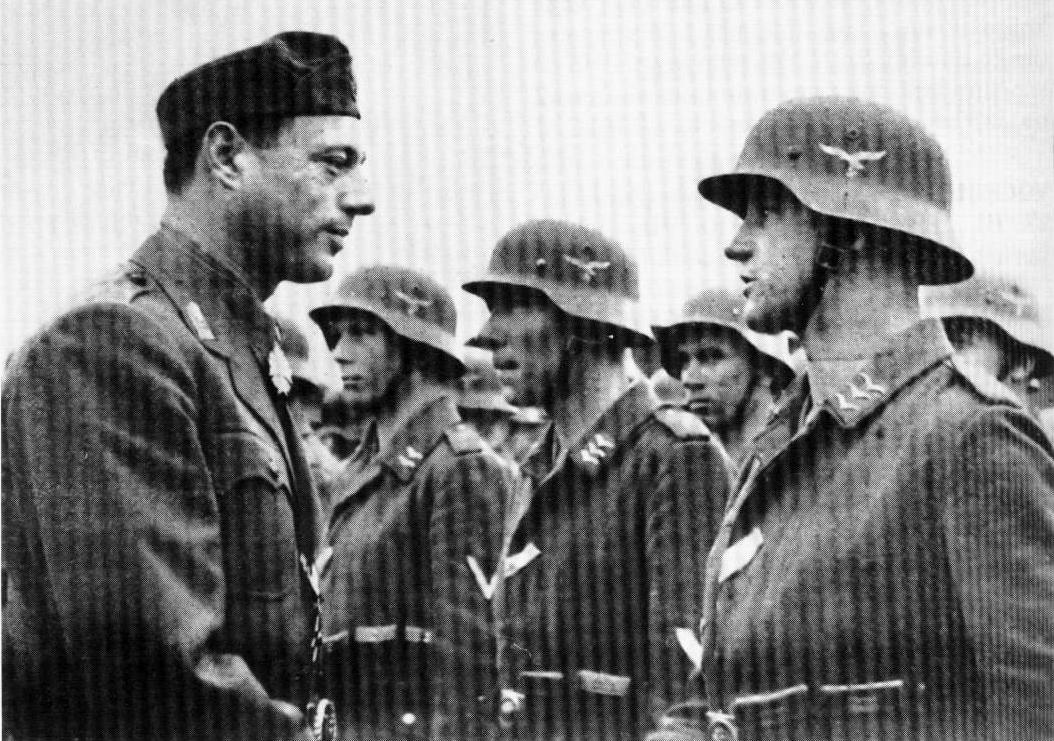

تم تنظيم الفيلق في جناح مقاتل وجناح قاذفات:
- 4. فايتر وينج (الرائد فرانجو دزال)
  - 10. سرب مقاتل
  - 11. سرب مقاتل
- 5. جناح هجومي
  - 12. سرب هجومي
  - 13. سرب هجومي